# Büki Zoltán
Büki Zoltán (Budapest, 1966. január 4. –) televíziós szakember, civil aktivista, a Demokratikus Magyarországért Civil Társaság alapítója.

## Tanulmányok, szakképzettség
Simon Ferenc Bőripari Szakközépiskola, Eseményrögzítői képesítés (BMK), felsőfokú szerkesztett videóanyag készítői szakdiploma, nemzetközi kábítószer-megelőzési szakdiploma.
Több éven keresztül a Magyar Amatőr-filmes Szövetségben dolgozott mint stúdióvezető, majd vállalkozóként több televíziós műsort, reklámfilmet készített.

## Politikai tevékenység
2012-ben csatlakozott a pár hónappal korábban alakult "Együtt-PM" szervezethez. Először a párt Nógrád megyei 1-es majd a 2-es számú választókerületi elnöke lett és aktívan részt vett a 2014-es országgyűlési választások kampányában. 2014 októberében független jelöltként indult Balassagyarmat polgármesteri címéért, de hiába adta le a jelöléshez szükséges ajánlást, a helyi választási bizottság nem fogadta el a jelöléshez elegendő mennyiséget. Emiatt az Alkotmánybírósághoz fordult, amely megállapította, hogy a választási törvényben alkotmányos mulasztás áll fent, ennek ellenére utólagosan már nem lehetett az eredményt megváltoztatni.
2015 novemberében a magánnyugdíj-pénztárak megszüntetése miatti tüntetésen tűnt fel szónokként és a kormányt „piti tolvajoknak” nevezte. Ezután alapította meg édesapjával a Demokratikus Magyarországért Civil Társaságot.

## Demokratikus Magyarországért Civil Társaság
2015 januárjában a Facebookon alakult meg és azóta már több mint 3000-en jelölték ismerősnek Büki Zoltánt.  https://www.facebook.com/profile.php?id=100008483254607
Mára az ország egyik ismert civil szervezetévé vált a csoport.  Sem a bal sem a jobb oldalt nem támogatják, álláspontjuk szerint a rendszerváltás óta semmi sem változott, csak a politikai élősködők csereberélődtek.
Azon ügyek mellé álltak, ahol szűkültek a társadalmi érdekérvényesítés lehetőségei.  (Útdíjak, független alkotmánybíróság, egészségügy tarthatatlan állapota, a menekültek ellen épített kerítés, korrupció, demokratikus alapjogok.)
A Büki Zoltán által vezetett csoport a hagyományos tüntetések mellett kreatív és szokatlan figyelemfelkeltő demonstrációival vált ismertté.

### Meghirdetett demonstrációk
2015. február 19.            - Autós felvonulás 
2015. március 1.             - ÚTDÍJ BLOKÁD  (A rendőrség tiltás és a kivitelezés biztonságának garantálhatatlansága miatt ez elmaradt.)
2015. március 2.             - Blokád alá vonták rövid időre a budapesti Astóriát, a Nyugati téri felüljárót, és a B-A-H csomóponti felüljárót)
2015. március 18.            - Lánchíd lezárása (több mint egy órán át tartott a spontán demonstráció, az Alkotmánybíróság függetlenségéért.)
2015. március 23.            - Tüntetés a Cinege utcánál
2015. március 25.            - A Szabadság-híd lezárása a vasárnapi boltzár kiterjesztése ellen. (több mint egy órán át volt lezárva a híd.)
2015. április 3.             - Vonulásos tüntetés, két híd érintésével
2015. április 25.            - Demonstráció Budapest Rendőr-főkapitánya ellen a városligetben tartott rendőrnapon.
2015. május 26.              - Tüntetés pirotechnikával (bejelentik, hogy Híd a Jövőbe néven új pártot hoznak létre.)
2015. június 28.             - Tüntetés az épülő kerítés ellen.
2016. január 13.             - FLASH MOB "1 perc az egészségügyért" 
2016. január 20.            - Lezárták az EMMI gépkocsi kijáratát tiltakozásul az egészségügy tarthatatlan helyzete miatt.
2016. március 15.            - Bírósági ítélettel a Nemzeti Múzeumnál tiltakoztak Orbán Viktor beszéde alatt.
2016. május 31.              - Fáklyás tüntetés a parlament előtt a rasszizmus ellen.
2016. augusztus 1.           - Tüntetés Orbán Viktor házánál (többszöri tiltás ellenére, bírósági ítélettel)